# Juan de Villanueva
Pour les articles homonymes, voir Villanueva.
Juan de Villanueva (né à Madrid, le 15 septembre 1739, mort à Madrid, le 22 août 1811), est un architecte espagnol. Il est, avec Ventura Rodríguez, le représentant majeur de l'architecture néoclassique en Espagne.

## Biographie
Son père est le sculpteur Juan de Villanueva et son frère, Diego de Villanueva  est non seulement son enseignant, mais aussi son protecteur.
À seulement 11 ans, il est admis comme élève à la Real Academia de Bellas Artes de San Fernando et, en 1758, comme pensionnaire de cette Académie et afin de compléter sa formation, il s'installe à Rome jusqu'en 1765, année où il revient en Espagne.
L'année suivante, en compagnie de deux autres architectes, José de Hermosilla (es) et Juan Pedro Arnal (es), il se rend à Cordoue et Grenade afin de dessiner les antiquités arabes; les dessins de ce voyage ont été publiés en 1804.
Installé à Madrid, il est nommé académicien de mérite de la Real Academia de Bellas Artes de San Fernando.
En 1768, il est nommé architecte de la communauté des moines de l'ordre de Saint-Jérôme du monastère de l'Escurial, où il réalise deux dépendances annexes, les Casas de Oficios dans le même style herrerien (en) du monastère, et la Casita del Infante (es).
Il construit plusieurs bâtiments pour la Famille royale d'Espagne : en 1771, la Casa de Infantes (es) au palais royal d'Aranjuez, en 1772, la Casita del Príncipe au palais du Pardo; puis, en 1773 à l'Escurial, la Casita de Abajo ou del Príncipe et, à l'initiative de l'infant Don Gabriel de Bourbon, fils de Charles III la Casita de Arriba (selon un plan palladien et une remarquable plasticité dans le traitement du portail d'entrée).
En 1777, Charles III le nomme architecte du Prince et des Infants. Dès lors et jusqu'à la fin de sa vie, il travaille presque exclusivement pour la Famille royale. En 1781, il est nommé architecte de l'Escurial et, par Charles IV, architecte en chef. 
Toutefois, son chef-d'œuvre incontesté est le musée du Prado, l'un des plus beaux édifices du néoclassique espagnol, conçu en 1785 et 1787; destiné originellement à accueillir un musée et une école d'histoire naturelle ainsi qu'un auditorium pour des conférences, il a été transformé en musée d'art en 1814. Connu aujourd'hui comme l'Edificio Villanueva, il résume à la perfection le style de Villanueva : prédominance des lignes droites et disposition rigoureusement symétrique des éléments architectoniques. Édifice d'aspect monumental, son corps s'articule en cinq parties, deux d'entre elles servant de liaison entre les deux avant-corps corniers et l'élément central, achevé avec une salle basilicale. 
Architecte prolifique, il a à son actif à Madrid, l'édifice de la Real Academia de la Historia, l'Oratoire du chevalier de Grâce (Oratorio del Caballero de Gracia), un temple néoclassique de plan basilical, adapté au terrain étroit avec une sobre façade et un intérieur comportant seize colonnes corinthiennes et une coupole elliptique et l'Observatoire astronomique, un bâtiment de plan central avec un grand portique d'accès couronné d'un temple circulaire ionique, situé dans le parc du Retiro. 
Il lui a également été confié la reconstruction, en 1790 après un incendie, de la Plaza Mayor.
En définitive, Villanueva a eu une intense activité architectonique à Madrid et a contribué à lui donner l'image d'une grande ville moderne et monumentale souhaitée par Charles III pour sa capitale.
Il a été l'architecte qui, avec son style personnel et de fortes influences locales, a le mieux introduit en Espagne les postulats théoriques du néoclassicisme européen.

## Œuvres principales
- Casa de Infants, palais royal d'Aranjuez (1771)
- Casita del Príncipe, palais du Pardo (1772)
- Casita de Arriba, Escurial (1773)
- Casita de Abajo, Escurial (1773)
- Jardin botanique royal, Madrid (1774-1781)
- Casa de los Oficios, Escurial (1785)
- Musée du Prado, Madrid (1785)
- Real Academia de la Historia, Madrid (1788)
- Oratorio del Caballero de Gracia, Madrid (1789)
- Observatoire astronomique, Madrid (1790)
- Reconstruction de la Plaza Mayor, Madrid (1790)
- Teatro del Príncipe, actuel Teatro Español, Madrid (1804)
- Cimetière du nord, Madrid (1804)

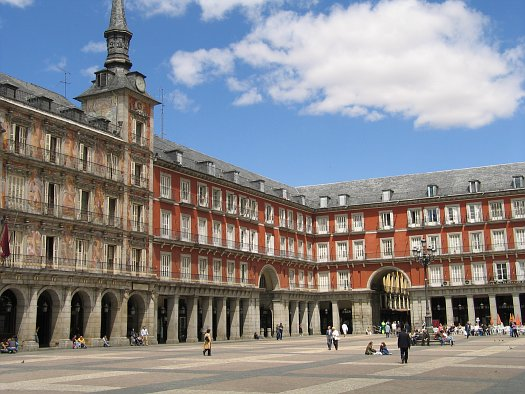
Plaza Mayor de Madrid reconstruite par Villanueva
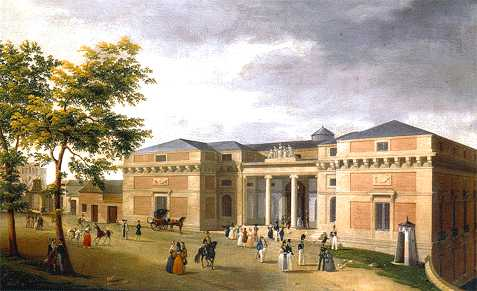
La façade Goya du musée du Prado, selon le projet de Juan de Villanueva
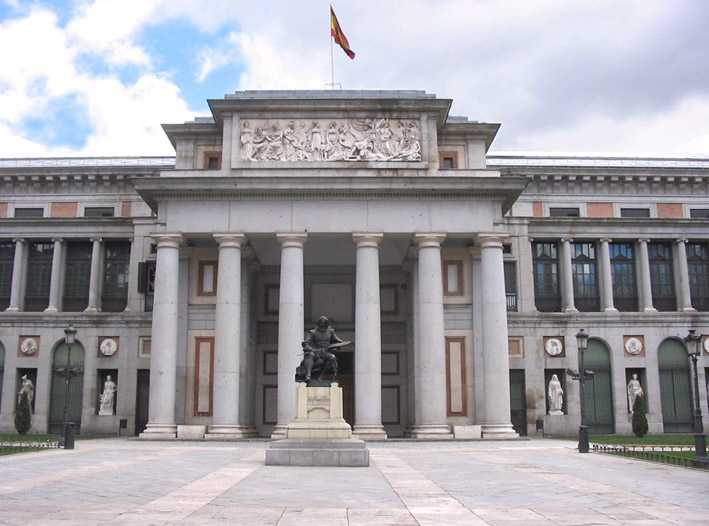
Le musée du Prado et la statue en bronze de Diego Vélasquez
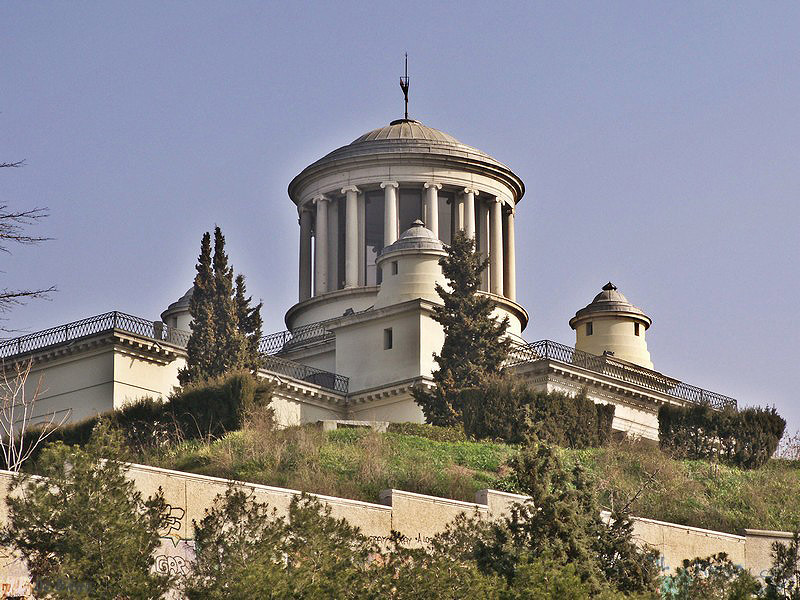
L'Observatoire astronomique